# Acourtia cordata
Acourtia cordata là một loài thực vật có hoa trong họ Cúc. Loài này được (Cerv.) B.L.Turner mô tả khoa học đầu tiên năm 1993.